# Studies in Intelligence
Studies in Intelligence ist eine vierteljährlich erscheinende, dem Peer Review unterzogene wissenschaftliche Fachzeitschrift zum Thema Nachrichtendienste und nachrichtendienstliche Arbeit. Sie wird vom Center for the Study of Intelligence, einer Gruppe innerhalb der Central Intelligence Agency (CIA) der Vereinigten Staaten, herausgegeben. Sie enthält sowohl nichtöffentliche als auch öffentlich zugängliche Artikel über die Methodik und Geschichte des Geheimdienstwesens.

## Geschichte
Das Journal wurde als interne Zeitschrift 1955 auf Initiative des Yale-Professors und CIA-Analysten Sherman Kent gegründet. Es sollte in seinen Worten der „Förderung eines Gefühls der beruflichen Identität, Verbesserung der Kenntnisse und Aufbau von Wissen über das Geheimdienstwesen, das sich aus den gemeinsamen Erkenntnissen der Praktiker zusammensetzt“, dienen. Das Nachrichtendienstwesen „hat eine anerkannte Methodik entwickelt; sie hat ein Vokabular entwickelt; sie hat einen Korpus von Theorien und Doktrinen entwickelt; sie hat ausgefeilte und verfeinerte Techniken. Sie hat jetzt eine große professionelle Anhängerschaft. Was ihr fehlt, ist eine Literatur.... Der wichtigste Dienst, den eine solche Literatur leistet, ist die permanente Aufzeichnung unserer neuen Ideen und Erfahrungen.“
In den ersten Jahrzehnten seiner Existenz unterlagen die Artikel des Journals einer Sicherheitsklassifizierung und waren für die Öffentlichkeit damit nicht zugänglich. Autoren publizierten dabei häufig Artikel unter Pseudonymen, ⁣⁣um ihre Identität zu schützen. Im Jahr 1992 veröffentlichte die CIA auch ihre erste nicht klassifizierte Ausgabe von Studies in Intelligence, die jedem Interessierten zur Verfügung steht. Seit 2002 veröffentlicht die CIA auch alte Journalartikel, welche früher keine Freigabe hatten, auf ihrer Website. Weiterhin gibt es aber auch Artikel exklusiv für den internen Gebrauch.
Kopien von nicht klassifizierten und freigegebenen Artikeln aus Studies in Intelligence werden von der National Archives and Records Administration in College Park, Maryland, als Teil der Aufzeichnungen der Central Intelligence Agency aufbewahrt.